# Бджолоїдка
Бджолоїдка або щурка (Merops) — рід сиворакшоподібних птахів родини бджолоїдкових (Meropidae). Містить 24 види

## Назва
У переважній більшості зведень для цих птахів використовується українська назва «бджолоїдка»:
- 1962 — Визначник птахів України (Воїнственський, Кістяківський, 1962: 225);
- 1973 — Хребетні заходу України (Татаринов, 1973);
- 1984 — Птахи України. Польовий визначник (Марисова, Талпош, 1984: с. 120);
- 2002 — Визначник птахів України (Фесенко, Бокотей, 2002: 234),
- 2003 — Контрольний список орнітофауни України (Гаврись, 2003: с. 387);
- 2004 — Чекліст птахів України (Grishchenko, 2004: с. 148).
- 2004 — Наземні хребетні України та їх охоронні категорії (Загороднюк, 2004: с. 25);
- 2007 — Анотований список … птахів фауни України (Фесенко, Бокотей, 2007: 69).

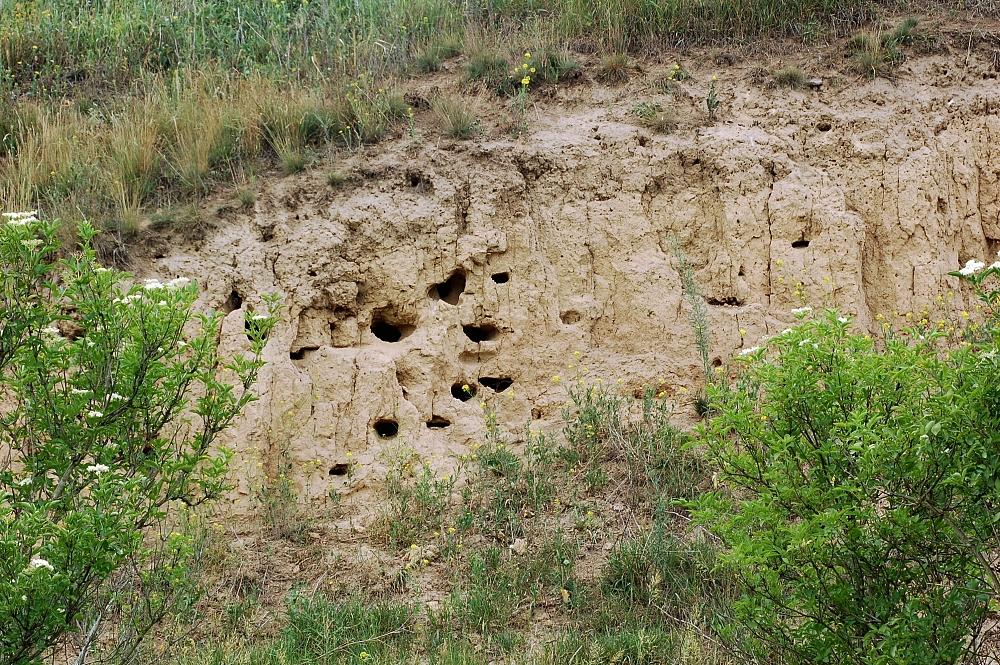
Нори щурок

Побутує також давня назва «щурка», яку підтверджує і СУМ з посиланням на видання «Корисні птахи України» (Воїнственський, 1950).
«Щурами», «щурками», «щуриками» в Україні здавна називали тварин, що риють нори і живуть у норах. Наразі назва «щур» закріпилася за родом мишовидих гризунів Arvicola та родом горобиних птахів Pinicola, «щурка» вживається для Merops, «щурик» — для ластівок роду Riparia. Врешті, у прадавніх українців «Щур (Чур, Цур)» — один з найпопулярніших «домашніх» богів.
Бджолоїдкам властивий милозвучний та характерний спів, а певні звуки, на кшталт «щурр» чи «кррю», від них лунають майже постійно.

## Таксономія
Рід Merops — типовий рід родини. Серед найвідоміших його видів — бджолоїдка європейська (Merops apiaster). Цей вид є типом роду Merops Linnaeus, 1758.
Разом з родом Merops у складі родини Meropidae — ще два роди:
Nyctyornis та Meropogon.

## Видовий склад

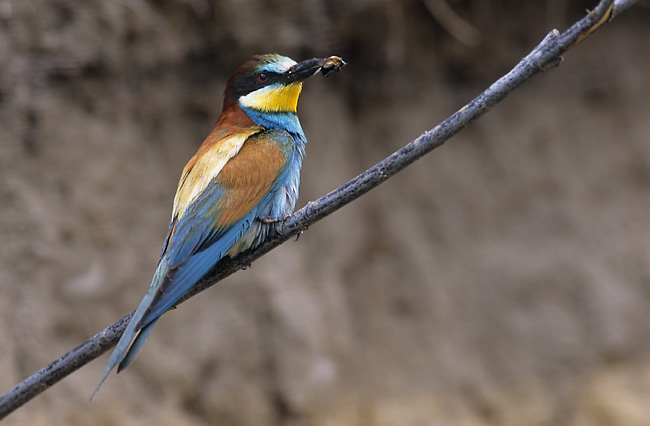
бджолоїдка європейська, або золотиста

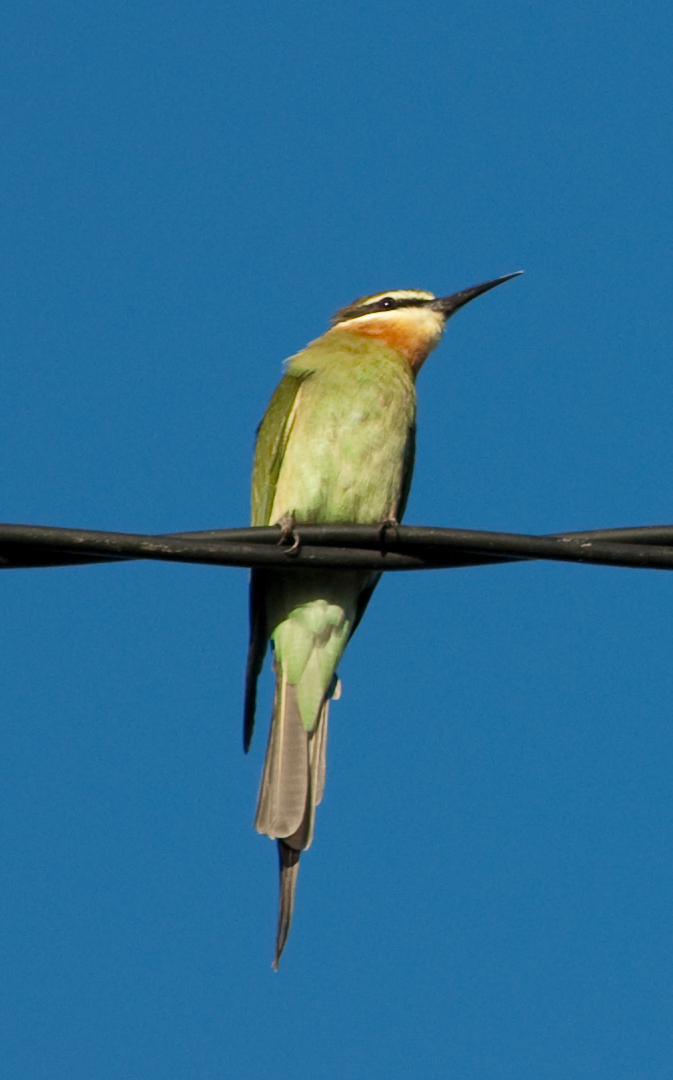
бджолоїдка оливкова

- Merops breweri — бджолоїдка чорноголова
- Merops muelleri — бджолоїдка сапфірова
- Merops mentalis
- Merops gularis — бджолоїдка чорна
- Merops hirundinaeus — бджолоїдка вилохвоста
- Merops pusillus — бджолоїдка карликова
- Merops variegatus — бджолоїдка синьовола
- Merops oreobates — бджолоїдка суданська
- Merops bullocki — бджолоїдка червоногорла
- Merops bullockoides — бджолоїдка білолоба
- Merops revoilii — бджолоїдка сомалійська
- Merops albicollis — бджолоїдка білогорла
- Merops boehmi — бджолоїдка рудоголова
- Merops orientalis — бджолоїдка мала
- Merops persicus — бджолоїдка зелена, або перська
- Merops superciliosus — бджолоїдка оливкова
- Merops ornatus — бджолоїдка райдужна
- Merops phillipinus — бджолоїдка синьохвоста
- Merops viridis — бджолоїдка синьогорла
- Merops leschenaulti — бджолоїдка індійська
- Merops apiaster — бджолоїдка європейська, або золотиста
- Merops malimbicus — бджолоїдка рожевогруда
- Merops nubicus — бджолоїдка малинова
- Merops nubicoides

## Поширення
Більшість видів поширені в Африці. Також бджолоїдки трапляються в Південній Європі, Азії, Австралії та Новій Гвінеї
У фауні України та прилеглих країн поширені два види цього роду:
- Бджолоїдка європейська (Merops apiaster) — широко поширений вид
- Бджолоїдка зелена (Merops persicus) — рідкісний південний вид